# Merefa
Merefa (ukrainsk: Мeрeфa) er en by i det østlige Ukraine. Den ligger i Kharkiv rajon (distrikt) i Kharkiv oblast (provins). Merefa er hjemsted for administrationen af Merefa urban hromada, en af hromadaerne i Ukraine.
Byen har en befolkning på omkring 21.421 (2021).
Byen har en jernbanestation og et glasværk.

## Geografi
Maerefa ligger ved hovedvej M 18, en del af Europavvej E105, 22 km sydvest for Kharkiv.
Den er opdelt i den egentlige by og bebyggelsen Selekzijne Селекційне)

## Historie
Merefa blev grundlagt i 1595, og i 1938 fik Merefa byrettigheder.
Fra oktober 1941 til 5. september 1943 var byen besat af Wehrmachts tropper.
I maj 1942 fandt Slaget ved Kharkov (1942) (en) sted nær Merefa.

## Galleri
- En skole i Merefa
- Indgangen til Avanhard Stadium, Merefa
- Jernbanestationen